# Museo Evita
El Museo Evita se encuentra en el barrio de Palermo, Buenos Aires sobre la calle Lafinur 2988. Se encuentra dedicado a Eva Duarte de Perón y su obra a través de la Fundación Eva Perón, a la par que aloja al Instituto Nacional de Investigaciones Históricas Eva Perón, que se encarga de investigaciones académicas en torno a su persona y sobre el peronismo.
El edificio que lo aloja, de estilo colonial español, toma el nombre de Edificio Carabassa y data de 1923, obra del arquitecto Estanislao Pirovano que proyectó el mismo como una vivienda familiar para la familia de banqueros Carabassa. A partir de 1941, tuvo diversos destinos alojando sociedades de beneficencia, hasta que la Fundación Eva Perón adquiere el inmueble en 1948 para instalar un hogar de tránsito de los que venía edificando en la Argentina la fundación. El hogar fue cerrado en 1955 tras la Revolución Libertadora, teniendo desde entonces diversos destinos asignados por el Estado argentino.
A partir de la década de 1990 comenzó un movimiento para convertir el lugar en museo, con la intención de mostrar la vida de Eva Perón a través de una de sus obras. Para 1998 habían comenzado a refaccionarse el lugar como tal, aunque su puntapié final se dio con el gobierno de Carlos Menem, que declaró al lugar Lugar Histórico Nacional y creó el Instituto Eva Perón en 1999, a pocos meses de finalizar su mandato. El 26 de julio de 2002, a 50 años de la muerte de Eva Perón, el museo fue formalmente inaugurado. En 2007 fue declarado Monumento Histórico Nacional.

## Edificio
La dinastía Carabassa comienza con José de Carabassa, un banquero argentino de origen hispano-portugués, que había hecho su fortuna a finales del siglo XIX, comerciando con empresas inglesas, y fundador del Banco Carabassa. Su familia se remontaba a los tiempos del Virreinato del Río de la Plata. Se había casado con Felisa Ocampo y Silva, con quien tuvo cinco hijos. La señora Ocampo alcanzó cierto reconocimiento como dama de caridad, haciendo donaciones a sectores humildes y a la Iglesia católica.
Uno de sus hijos, José Alberto, luego de casarse con Julia del Carril decide adquirir la propiedad en 1923 a Antonia de Lammardo. En ese entonces, la zona no era muy cotizada dada su cercanía con la penitenciaría nacional y el zoológico; por otra parte, crónicas de la época relatan que si bien se trataba de una casa de estilo francés, la misma se alejaba del esplendor que las altas clases de Buenos Aires le daban a sus casas, por lo que contratan al arquitecto Estanislao Pirovano para una total modificación de la misma. Pirovano, siguiendo el estilo dominante de la época, diseña una casa de estilo hispanizante y pintoresquista, con inspiración en las construcciones arequipeñas, elaborada herrería, como también motivos americanistas, con azulejos y vitrales relativos a navegantes como Cristóbal Colón, Magallanes, Vasco de Gama, como otros denotando el origen vasco de la familia.
El 19 de agosto de 1941 Julia del Carril de Carabassa vendió la casa a la familia Goetz para instalarse en Francia, y desde entonces la misma tuvo varios destinos, siendo el más conocido el Patronato para Ciegos, que albergó una orquesta sinfónica de ciegos en el lugar, siempre bajo el cuidado de la familia Goetz, que se dedicaban a la compra y venta de propiedades. Para 1947 el edificio permanecía abandonado hasta que fue comprado por la Fundación Eva Perón a la familia Luis Goetz el 9 de septiembre de 1948.
Tras el cierre de la Fundación Eva Perón, a partir de 1955 comenzó a funcionar en el lugar el Departamento de Ciegos del Ministerio de Acción Social de la Nación; posteriormente se instaló el Hogar Santa Cecilia para personas no videntes en 1979. Estas instalaciones fueron trasladadas en 1995, con miras a crear un museo, a lo que le siguió la sanción de una ley de la Legislatura de la Ciudad de Buenos Aires declarando al inmueble de interés cultural.

## Colección

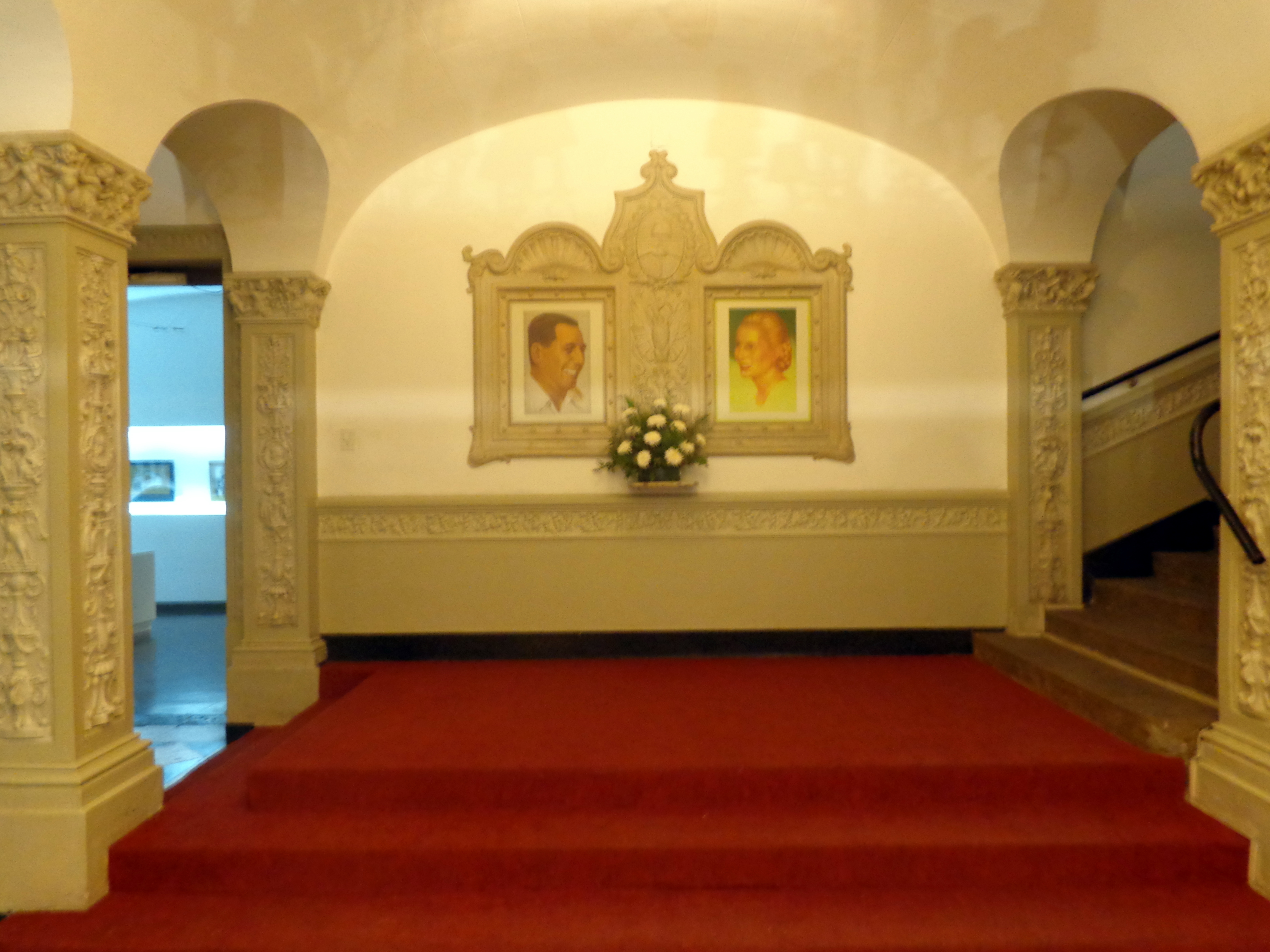
Hall de entrada con los retratos de Juan Domingo Perón y Eva Perón.

El hall de entrada del museo exhibe las fotos de Juan Domingo Perón y Eva Perón, e intenta recrear cómo era el hogar cuando funcionaba como hogar de tránsito para mujeres que venían desde el interior de la Argentina para ser atendidas en Buenos Aires. En su colección se albergan vestidos, accesorios y otras prendas de vestir que utilizó Eva Perón en sus distintas apariciones públicas ya como primera dama, como también en algunas producciones cinematográficas. Se destacan diseños de Christian Dior, como también de Paco Jamandreu.

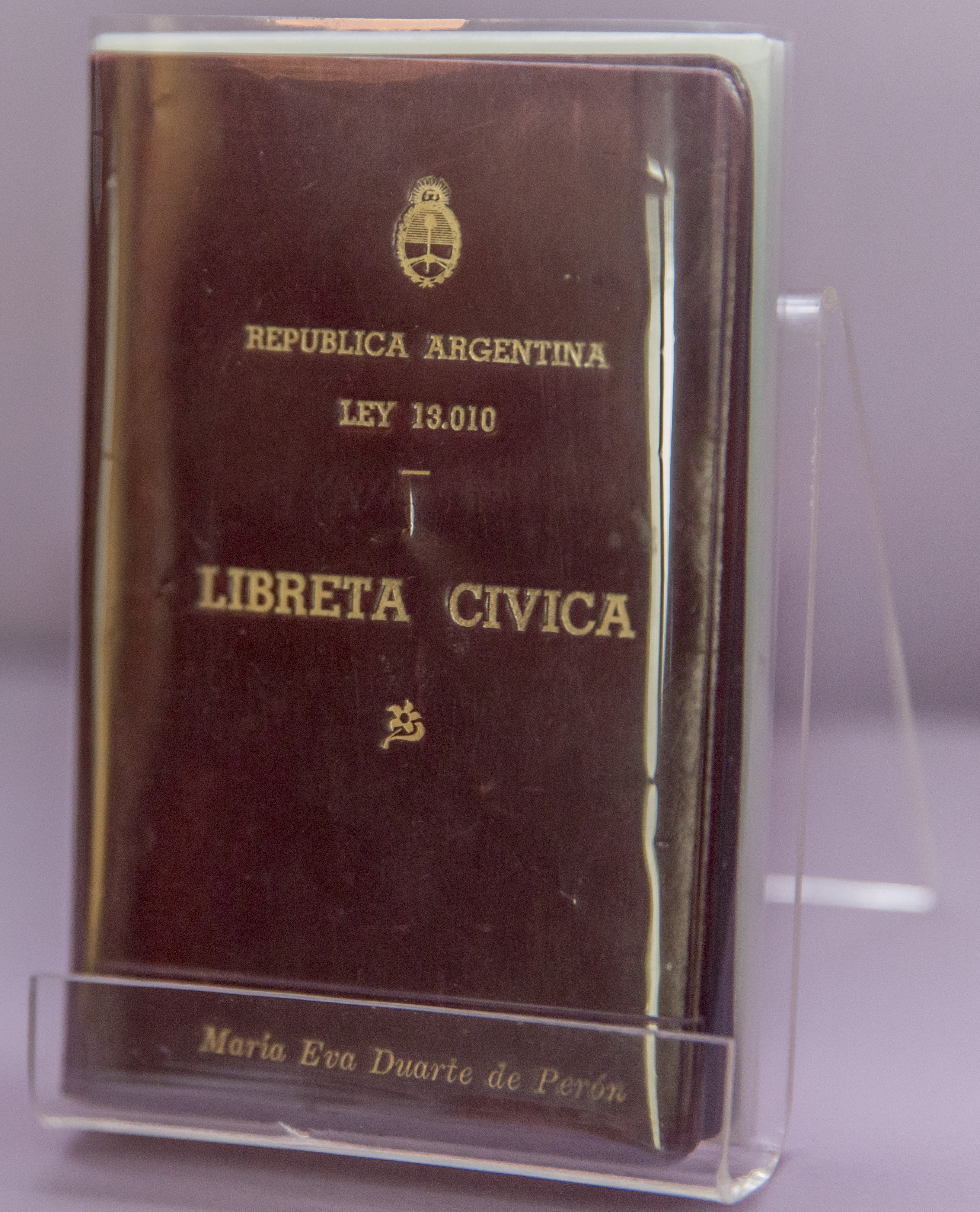
Libreta Cívica de Eva Perón, perteneciente a la colección del museo, con la que pudo emitir su voto estando convaleciente.

El recorrido comienza relatando desde sus primeros años en Los Toldos, su infancia, sus primeros pasos como actriz; continúa con su encuentro con Perón, exhibiéndose correspondencia entre ambos, y su actividad social a través de su fundación —juguetes, elementos de la antigua ciudad infantil Amanda Allen, mapas con la topografía peronista, como la provincia Eva Perón—, como también su promoción de la ley de voto femenino, siendo exhibida su libreta cívica, que utilizó para emitir su voto, hasta su fallecimiento.
La colección fue posible gracias a donaciones de la familia Duarte, como también de particulares que guardaban objetos relacionados con la obra social de la Fundación Eva Perón. El lugar cuenta, además, con un salón de exposiciones temporales, como también con un restaurante en uno de sus patios.